# Локрум
Локрум (хорв. Lokrum) — невеликий острів в Адріатичному морі, розташований поряд з хорватським містом Дубровник. Острів є частиною території Дубровницько-Неретванської жупанії. Іноді Локрум відносять до Елафітських островів.

## Загальна інформація

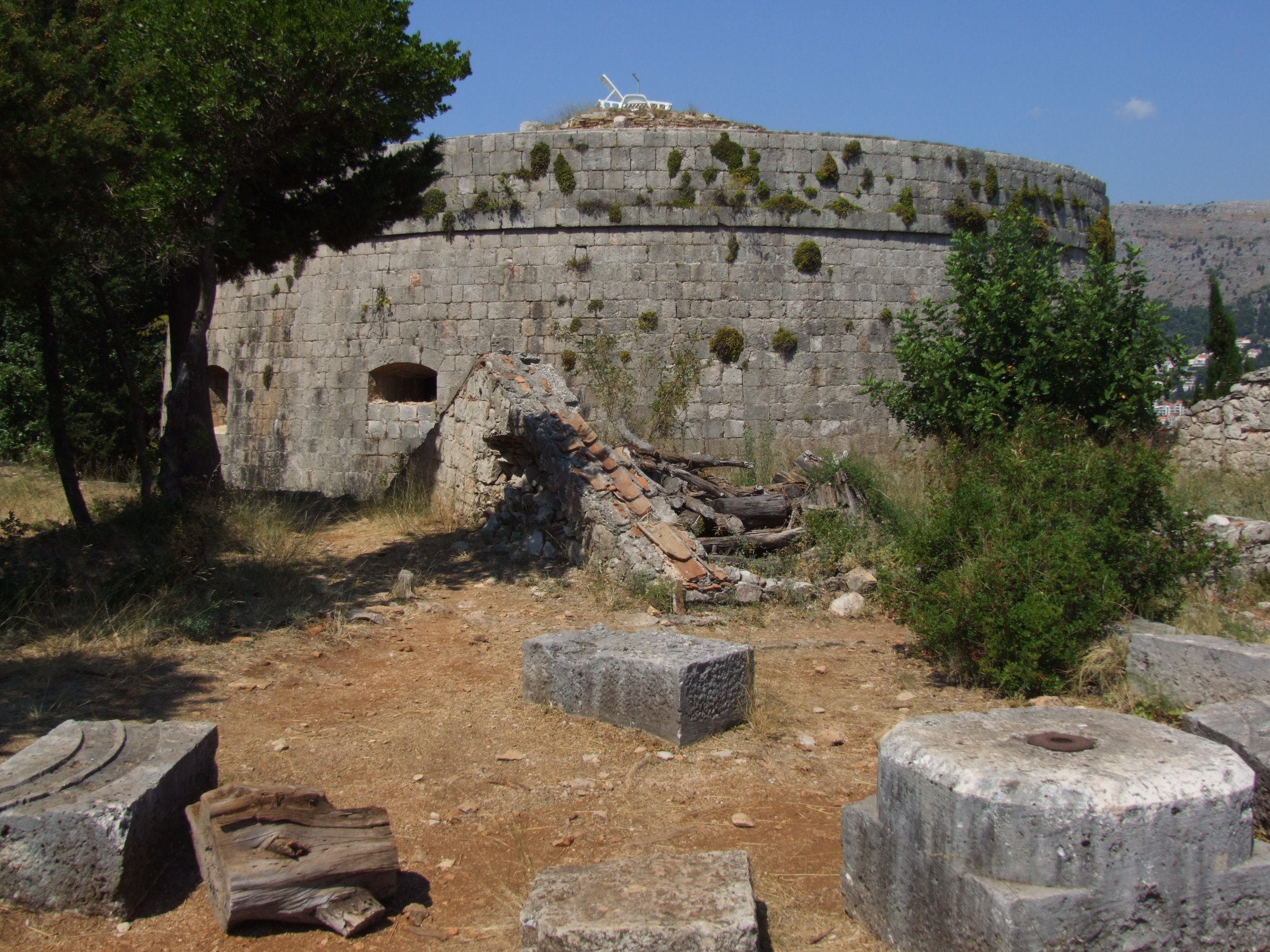
Форт Наполеона

### Про острів
Локрум розташований в безпосередній близькості від Дубровника, звідки існує регулярне сполучення з островом. Площа острова становить лише 0,694 км², довжина берегової лінії — 5058 метрів. Незважаючи на невеликий розмір, на ньому розташовано маленьке озеро — Мертве (хорв. Mrtvo). Також на острові розташовані прекрасні піщані пляжі, що робить його досить популярним місцем серед туристів.
За переказами, після кораблетрощі на острів висадився Річард Левине Серце.
У давнину, понад 80 % всіх капітанів Рагузької республіки були вихідцями з острова Локрум.

### Туризм
Локрум відомий тим, що на ньому відпочивав ерцгерцог Максиміліан Габсбург, майбутній імператор Мексики. З його часів на острові збереглися бенедиктинський монастир і ботанічний сад, де проживає кілька сімей павичів.
Ще однією визначною пам'яткою острова є форт Наполеона, зведений французами в 1806 в період завоювання ними Далмації.